# Церква Успіння Пресвятої Богородиці (Колодрібка)
Церква Успіння Пресвятої Богородиці в Колодрібці — парафія і храм греко-католицької громади Заліщицького деканату Бучацької єпархії Української греко-католицької церкви в селі Колодрібка Чортківського району Тернопільської области.

## Історія церкви
До будівництва теперішнього храму в селі, ймовірно, існувала стара греко-католицька церква. У 1900–1906 роках збудували нову церкву, яку освятив Станиславівський єпископ Григорій Хомишин.
Завдяки о. Володимиру Яворському в селі активно діяли читальня «Просвіти», кооператив «Єдність», спортивно-гімнастичні товариства «Сокіл» та «Луг», а також «Союз Українок» і «Відродження».
З 1946 по 1990 рік парафія і храм належали до РПЦ. У 1958–1961 роках художники Тарас Козак і Богдан Балакунець виконали розпис церкви. У 1990 році парафія повернулася в лоно УГКЦ.
У 2006 році, з нагоди 100-річчя храму, парафію відвідав єпископ Іриней Білик. У 2012–2014 роках Петро та Ганна Стадники розписали храм.
На парафії діють Вівтарне братство, братство «Апостольство молитви», спільнота «Матері у молитві» та біблійний гурток. Збереглася «Золота книга тверезости» з 1900 року, а в 2011 році завели нову.
Центр села прикрашає фігура Божої Матері, а біля церкви стоїть пам'ятник на честь скасування панщини у 1848 році. Парафія володіє проборством.

## Парохи
- о. Паляниця (1880),
- о. Капустинський (до 1898),
- о. Володимир Яворський (до 1909),
- о. Василь Мисевич (до 1915),
- о. Василь Вергун (1915—1921),
- о. В. Харжевський (1921—1922),
- о. Роман Жолкевич (1922—1927),
- о. Луцький (1929—1933),
- о. Юліан Гординський (1933—1944),
- о. Аксентій Остафіїв (1946—1962),
- о. Г. Новосад (1966),
- о. Богдан Кужіль (1966—1969),
- о. Михайло Ковпак (1970—1979),
- о. Михайло Дацьків (1980—1985),
- о. Євген Костів (1985—1988),
- о. Михайло Друзик (1988—1990),
- о. Ростислав Гладяк,
- о. Зиновій Пасічник (1990—1992),
- о. Григорій Дребіт (1992—1995),
- о. Олег Косова»і (1995—1999),
- о. Василь Щур (з 1999).